# Portobuffolé
Portbuffolé là một đô thị ở tỉnh Treviso trong vùng Veneto, có cự ly khoảng 50 km về phía đông bắc của Venice và khoảng 30 km về phía đông bắc của Treviso. Tại thời điểm ngày 31 tháng 12 năm 2004, đô thị này có dân số 824 người và diện tích là 5 km².
Đô thị Portbuffolé có các frazioni (các đơn vị trực thuộc, chủ yếu là các làng) Settimo và Ronche.
Portbuffolé giáp các đô thị: Brugnera, Gaiarine, Mansuè, Prata di Pordenone.